# Adenin
Az adenin (INN: adenine) a két purin bázis egyike, mely mind a DNS-ben, mind az RNS-ben megtalálható. A DNS-ben a timinhez kötődik két hidrogénkötéssel, míg az RNS-ben az uracilhoz, hasonló módon.
Korábban B4-vitaminnak nevezték, de kiderült, hogy nincs vitaminfunkciója.
Az adeninből adenozin lesz (egy nukleozid), amikor ribózhoz, és dezoxiadenozin, amikor dezoxiribózhoz kapcsolódik; foszfátcsoportokkal együtt pedig ATP-t, adenozin-trifoszfátot hoz létre, amikor a három foszfátcsoport kötődik az adenozinhoz.
Az ATP a sejtek anyagcseréjében és kémiai energiák tárolásában, szállításában kap szerepet.
Az adenint Albrecht Kossel német biokémikus állította elő hasnyálmirigyből. Innen a neve: adénas (αδένας) jelentése mirigy.
Egyesek szerint az adenin öt hidrogén-cianid molekulából jött létre polimerizációval (lásd: Az élet eredete).

## Tulajdonságai
Az adenin szilárd, kristályos vegyület. Olvadáspontja magas, olvadás közben bomlik (bomlási hőmérséklet: 360-365 °C). Hideg vízben rosszul, meleg vízben jobban oldódik. Vízből trihidrátként kristályosítható ki. Amfoter vegyület, savakban és lúgokban is oldódik, savakkal és lúgokkal is sókat képez. Nem érzékeny oxidációra és lúgos behatásra, de forró, erős szervetlen savak hatására bomlik. 

## Gyógyszer
A VIII. Magyar Gyógyszerkönyvben  Adeninum     néven hivatalos.  